# Rhett Gordon
Rhett Gordon (* 26. August 1976 in Regina, Saskatchewan) ist ein ehemaliger kanadischer Eishockeyspieler, der als Angreifer bei den Iserlohn Roosters und Augsburger Panther für vier Spielzeiten in der Deutschen Eishockey Liga (DEL) aktiv war.

## Karriere
In seiner Heimatstadt Regina begann Gordon 1992 seine Karriere. Insgesamt vier Jahre lang spielte er dort für die Regina Pats in der Western Hockey League. Hier war er vor allem in den letzten beiden Jahren einer der wichtigsten Spieler seines Teams, allerdings wurde er von keinem Team aus der NHL gedraftet. Seine erste Station im professionellen Eishockey waren die Springfield Falcons aus der AHL, für die er drei Jahre spielte. Die Saison 1998/99 verbrachte der Rechtsschütze bei den Manitoba Moose in der IHL und wechselte zur nächsten Spielzeit innerhalb der Liga zu den Kansas City Blades. Den Großteil der Saison spielte der Kanadier allerdings für die kanadische Eishockeynationalmannschaft.
Ab der Saison 2000/01 spielte Gordon in der britischen Ice Hockey Superleague für die Ayr Scottish Eagles sowie für die Sheffield Steelers. Nach drei Jahren erfolgte der Wechsel in die dänische AL-Bank Ligaen zu den Herning Blue Fox. Die Saison 2004/05 spielte der Angreifer für die Iserlohn Roosters in der DEL. Hier wurde sein Vertrag nicht verlängert, sodass Gordon zur SG Cortina in die italienische Serie A ging und die nächste Spielzeit wieder in Dänemark verbrachte, diesmal bei den Rødovre Mighty Bulls. 
2007 kehrte Gordon nach Deutschland zurück und spielte bei den Augsburger Panthern. Ab der Saison 2010/11 stand Gordon nicht mehr für die Panther zur Verfügung. Stattdessen wechselte der Kanadier im August 2010 zum HC Bozen aus der italienischen Serie A1. Am Ende der Saison 2011/12, die er bei den Colorado Eagles in der ECHL begann und ab Januar 2012 bei den Nottingham Panthers in England fortsetzte, beendete er seine Karriere.
Seit 2013 arbeitet Gordon die Organisation Northern Colorado Youth Hockey. 2016 wurde ihm die Leitung übertragen. Seit 2021 ist er zudem als Scout für sein früheres Junioren-Team Regina Pats tätig.

## Erfolge und Auszeichnungen
- 2003 Superleague-Challenge-Cup-Gewinn mit den Sheffield Steelers

## Karrierestatistik
(Legende zur Spielerstatistik: Sp oder GP = absolvierte Spiele; T oder G = erzielte Tore; V oder A = erzielte Assists; Pkt oder Pts = erzielte Scorerpunkte; SM oder PIM = erhaltene Strafminuten; +/− = Plus/Minus-Bilanz; PP = erzielte Überzahltore; SH = erzielte Unterzahltore; GW = erzielte Siegtore; 1 Play-downs/Relegation; Kursiv: Statistik nicht vollständig)

## Familie
Sein Bruder Boyd Gordon war ebenfalls ein professioneller Eishockeyspieler, der rund zehn Jahre lang als Stammspieler in der National Hockey League im Einsatz war.